# Туманишвили, Михаил Иосифович
Михаи́л Ио́сифович Туманишви́ли (19 июня 1935, Москва — 22 декабря 2010, там же) — советский и российский актёр театра и кино, кинорежиссёр. Заслуженный деятель искусств РСФСР (1991).

## Биография
Михаил Иосифович Туманишвили родился 19 июня 1935 года в Москве. Его отец — Иосиф Туманишвили, народный артист СССР, работавший под псевдонимом Туманов, был главным режиссёром Оперного театра имени К. С. Станиславского (1938—1946), Театра оперетты (1946—1953), затем — Театра имени Пушкина (1953—1961), с 1961 года — главный режиссёр Кремлёвского дворца съездов, одновременно в 1964—1970 годах — Большого театра.
В 1957 году Михаил Иосифович Туманишвили окончил актёрский факультет Театрального училища имени Б. Щукина (мастерскую Цецилии Мансуровой и Владимира Москвина). Работал актёром в театре имени А. С. Пушкина, Театре-студии киноактёра.
В 1963 году окончил отделение музыкальной режиссуры режиссёрских курсов при ГИТИСе (мастерскую Леонида Баратова и Бориса Покровского).
В 1963—1966 годах — режиссёр Кремлёвского дворца съездов.
С 1964 года — ассистент режиссёра и второй режиссёр киностудии «Мосфильм». Участвовал в съёмках фильмов «Дневные звёзды», «Чайковский (фильм)», «Юлия Вревская».
В кинорежиссуре дебютировал фильмом «Ответный ход» (1981). Активно работал как кинорежиссёр с 1981 года по 2010 год. Фильм «Юкка» снял по собственному сценарию. В ряде фильмов снялся как актёр.
Умер в Москве 22 декабря 2010 года. Похоронен на Преображенском кладбище Москвы.

## Фильмография

### Актёр
- 1957 — Ленинградская симфония — Ромашкин
- 1961 — Битва в пути — Щербаков
- 1961 — Жизнь сначала — студент
- 1962 — Армагеддон — Костя
- 2000 — Марш Турецкого — Патрик Норд, генеральный менеджер команды «New York Wings»

### Режиссёр
- 1981 — Ответный ход
- 1982 — Случай в квадрате 36-80
- 1984 — Полоса препятствий
- 1985 — Одиночное плавание
- 1987 — Свободное падение
- 1989 — Авария — дочь мента
- 1991 — Волкодав
- 1993 — Завещание Сталина
- 1995 — Крестоносец
- 1998 — Юкка
- 2000 — Марш Турецкого
- 2004 — Стилет
- 2005 — Верёвка из песка
- 2005 — Тёмный инстинкт
- 2007 — Комната с видом на огни
- 2008 — Второе дыхание
- 2008 — Дорога, ведущая к счастью
- 2010 — Сильная слабая женщина
- 2010 — Сивый мерин
- 2010 — Ирония удачи

#### Режиссёр сюжетов «Ералаша»
- 1996 — Выпуск № 121 (сюжет «Мороженое»)

## Награды
- Заслуженный деятель искусств РСФСР (18 октября 1991 года) — за заслуги в области киноискусства[5].
- Медаль «За укрепление боевого содружества» (Министерство обороны Российской Федерации) — за фильм «Второе дыхание» (2008).[6][7]